# Никола Недялков
Никола Илиев Недялков е български политзатворник, офицер, генерал-лейтенант.

## Биография
Роден е на 21 януари 1923 г. във врачанското село Алтимир. По време на Втората световна война е политически затворник. В периода 1983 – 1987 г. е началник на Военната академия в София. В началото на 60-те години е военен аташе в САЩ. Бил е началник на Военното разузнаване и заместник-началник на Генералния щаб на БНА (от октомври 1974). Умира на 9 август 1998 г.